# Батальйон спеціальних операцій (Хорватія)
Батальйон спеціальних операцій (хорв. Bojna za specijalna djelovanja, скорочено BSD) — підрозділ спеціального призначення збройних сил Хорватії, створений 8 вересня 2000 року після об'єднання хорватського Центру спеціального бойового вишколу (хорв. Središte za posebne borbene vještine) із Шепурине та 1-го хорватського гвардійського корпусу . Був одним із найкращих у збройних силах Хорватії за ефективністю дій. Штаб-квартира розташовувалася в казармі «Дргомаль» у Делнице. Неофіційно хорватських спецпризначенців із батальйону називають «Зеленими беретами» через характерну ознаку їхньої уніформи — зелені берети. Після 2014 року реорганізований у Командування спеціальних сил.

## Опис[2]
Кістяк батальйону складають хорватські військовослужбовці, які брали участь у Югославських війнах як члени спеціальних і розвідувальних підрозділів, а також гарнізонних частин. Цей підрозділ навчений вести бойові дії на суші, на морі та в повітрі, за будь-яких погодних умов і на будь-якій місцевості. Батальйон може здійснювати висадку в тилу ворога, проводити антитерористичні операції, надавати допомогу потерпілим у результаті аварій і стихійних лих, брати участь у міжнародних військових операціях, а також проводити розвідку місцевості та диверсії. Оснащений найсучаснішою зброєю.
Теперішня структура була затверджена в 2008 році, коли чисельність батальйону була подвоєна. Реструктуризація армії привела до того, що всі спеціальні підрозділи повітряно-десантних військ, морської піхоти і сухопутних частин були інтегровані в єдиний підрозділ, яким і став батальйон. У складі батальйону несуть службу колишні працівники поліції, морські командос і десантники, які проводять навчання з підводного плавання, стрибків із парашутом, альпінізму і снайперської стрільби.

## Структура
- Командування — керування всіма п'ятьма ротами, комунікаціями, постачанням, медичною допомогою і транспортом.
- 1-а рота — повітряний десант, розвідувальні операції
- 2-а рота — бойові дії в горах, військовий альпінізм
- 3-а рота — морський десант, підводні бойові дії
- 4-а рота — бої в міських умовах, антитерористичні операції
- Рота вогневої підтримки — дії снайперів, обстріл із мінометів, вогнева підтримка інших чотирьох рот

## Відбір
Заявку на службу в підрозділі може подати в добровільному порядку будь-який військовослужбовець Хорватії. Всі кандидати проходять психологічні тести і медогляд, а потім починають безпосередню підготовку. Ті, хто успішно проходить відбір, несе службу в таборі в Удбині протягом 90 днів. Там кожен навчається своїй спеціальності: підводному плаванню, десантуванню з повітря, антитерористичній тактиці, військовому альпінізму чи вогневій підтримці. Навчання може проходити як у Хорватії, так і за кордоном. Основною вимогою є служба в збройних силах Хорватії протягом хоча б двох років. Середня чисельність кандидатів, що проходять підготовку, становить до 80 чоловік, із них 40 проходять всі випробування та вибирають спеціалізацію, і лише 10-12 осіб успішно складають всі іспити на право служити в батальйоні.

## Озброєння

### Стрілецька зброя
- Пістолет Springfield Armory XD
  - Springfield Armory XD9
  - Springfield Armory XD45
- Пістолет-кулемет HK MP5
  - HK MP5A3
  - HK MP5SD3
- Пістолет-кулемет HK UMP
  - HK UMP9
  - HK UMP45
- Пістолет-кулемет HK MP7
  - HK MP7A1
  - HK MP7A2
- Автомат HK G36
  - HK G36KV
  - HK G36C
- Автомат HK 416 D14.5RS Gen. 2
- Автомат HK 417 16" 'Recce' / 'Recon'
- Автомат VHS
  - VHS-D
  - VH-K
  - VHS 2
- Автомат FN F2000
- Автомат FN SCAR
  - FN SCAR L
  - FN SCAR H
- Автомат M4A1
- Автомат Steyr AUG A3
- Автомат ACR Compact
- Кулемет Браунінг М2
- Кулемет FN M249
- Кулемет FN MAG
- Кулемет Ultimax 100
- Кулемет MG36
- Снайперська гвинтівка Sako TRG-42 (.300 Winchester Magnum)
- Снайперська гвинтівка MACS
  - MACS M3
  - MACS M4
- Снайперська гвинтівка RT-20M1
- Снайперська гвинтівка M40A5
- Снайперська гвинтівка Barrett M82A1
- Снайперська гвинтівка Steyr SSG 69 P4
- Снайперська гвинтівка HK PSG1
- Дробовик Mossberg 500
- Дробовик SPAS-12
- Дробовик Benelli M4 Super 90
- Дробовик Maverick 88

### Важка зброя
- Гранатомет Mk.19 AGL
- Гранатомет RBG-6
- Гранатомет HK AG36
- Міномет M57
- Міномет M96
- ПЗРК 9К38 «Игла»
- ПЗРК FIM-92 Stinger

- ПТРК «Метис»
  - 9К115 «Метис»
  - 9К115-2 «Метис-М»
- ПТРК 9М113 «Конкурс»
- ПТРК 9К111 «Фагот»
- ПТРК 9К11 «Малютка»
- РПГ M79 «Оса»
- РПГ AT4
- РПГ-7

### Військова техніка
- Автомобіль Mercedes G
- БМП Iveco LMV
- БТР BOV
- Бронеавтомобіль M-ATV
- БМП M1151
- БТР Patria AMV
- Вертоліт Bell 206
- Вертоліт Мі-171
- Вертоліт Мі-8АМТШ